# Here Comes the Hotstepper
Here Comes the Hotstepper è un singolo del cantante reggae giamaicano Ini Kamoze, pubblicato il 14 novembre 1994 dall'etichetta discografica Columbia.

## Brano
Il brano è stato accreditato a A. Konley, Salaam Remi, Fats Domino, Chris Kenner, Nenton Nix e Ini Kamoze ed è stato prodotto da Salaam Remi. Si tratta del singolo di maggior successo dell'artista, pubblicato internazionalmente e con successo in parecchi paesi del mondo.
La canzone contiene diversi campionamenti: del brano Land of 1000 Dances di Cannibal & the Headhunters, di The Champ dei The Mohawks, di Hot Pants - I'm Coming, I'm Coming, I'm Coming di Bobby Byrd, Hang Up on My Baby di Isaac Hayes, Heartbeat di Taana Gardner e La Di Da Di di Doug E. Fresh con Slick Rick. Ha anticipato con successo l'omonimo disco Here Comes the Hotstepper, che tuttavia non ha bissato il riscontro commerciale dell'omonimo brano.
In Italia, il brano è stato presentato dal cantante al Festivalbar 1995, venendo anche inserito nelle compilation legate alla trasmissione. Il brano è stato utilizzato nella colonna sonora del film del 1994 Prêt-à-Porter. La canzone è stata inserita in numerose compilation musicali anche nel corso degli anni a venire ed è stata reincisa da altri artisti che ne hanno realizzato delle cover.
Nel 2023, il brano è stato campionato dal rapper italiano Guè per il brano Mollami pt. 2, pubblicato come singolo dall'album Madreperla.

## Tracce
CD-Maxi (Columbia 661047 2 (Sony) / EAN 5099766104720)
1. Here Comes the Hotstepper (Heartical Mix) - 4:13
2. Here Comes the Hotstepper (Heartipella) - 4:15
3. Here Comes the Hotstepper (Heartimental) - 4:13
4. Here Comes the Hotstepper (Allaam Mix) - 4:36
5. Here Comes the Hotstepper (Allamental) - 4:37
6. Here Comes the Hotstepper (LP Version) - 4:09

CD-Single (Columbia 661047 1 (Sony)
1. Here Comes the Hotstepper (Heartical Mix) - 4:13
2. Here Comes the Hotstepper (Allaam Mix) - 4:36

## Classifiche
| Classifica        | Posizione raggiunta |
| ----------------- | ------------------- |
| Stati Uniti       | 1                   |
| Nuova Zelanda     | 1                   |
| Francia           | 2                   |
| Australia         | 2                   |
| Belgio (Vallonia) | 3                   |
| Irlanda           | 3                   |
| Svizzera          | 4                   |
| Norvegia          | 4                   |
| Regno Unito       | 4                   |
| Svezia            | 5                   |
| Austria           | 6                   |
| Italia            | 11                  |
| Paesi Bassi       | 16                  |
| Belgio (Fiandre)  | 21                  |